# Jean Pleyers
Jean Pleyers, né le 27 juin 1943 à Verviers (province de Liège),  est un auteur de bande dessinée belge. Connu pour avoir cocréé des séries telles que Jhen (1978) et Keos (1992-1999) avec Jacques Martin. Il est également l'auteur complet de la série de science-fiction Les Êtres de Lumière (1981-1983) et de sa propre série historique Giovani (1996-2002).

## Biographie

### Jeunesse et formations
Jean Pleyers naît le 27 juin 1943 à Verviers. Son père est sculpteur et sa mère, musicienne en Région wallonne.
Dans les années 1960, il rentre à l’école supérieure des arts Saint-Luc à Liège aux côtés de ses camarades François Walthéry, Daniel « Dany » Henrotin et Pierre Seron.

### Début de carrière
Pleyers devient l'assistant du dessinateur de bande dessinée Gérald Forton en 1966. Il participe à l'illustration de cinq histoires de la série western de Forton Teddy Ted dans Pif Gadget et Safari pour espion neuvième épisode de la série Tiger Joe dans La Libre Belgique Junior sur un scénario d'André-Paul Duchâteau. On le retrouve, par la suite, dans le supplément du journal Le Soir-Jeunesse où il réalise plusieurs courts récits, qui sont collectés dans l'album West Stories publié dans la collection « Curiosity » des Éditions Michel Deligne en 1977. En 1969, il illustre en outre, un premier court récit historique et pédagogique dans la série Les Belles Histoires de l'Oncle Paul d'Octave Joly pour le journal Spirou, suivi d'un deuxième en 1970, mais il fait aussi une brève apparition dans le journal Tintin avec un récit en 4 planches Un royaume pour de la boue sur scénario de Jean-Claude Pasquiez en 1970 et une série de bandes publicitaires, à l'instigation de Publiart, pour les stations-service Oxy en 1971. La même année, il assiste également Paul Cuvelier sur le lettrage de La Caravane de la Colère, une aventure de Line scénarisée par Greg ainsi que Justice à Tombstone est republié dans Samedi-Jeunesse no 161 de mars. Ensuite, il adapte en bande dessinée une dizaine de romans de science-fiction de la maison d'édition Fleuve Noir pour les publications en petits formats des Éditions Arédit, telles Aventures Fiction, Sideral et Hallucinations.

### En quête de soi
Malgré ces premiers efforts, Pleyers passe la majeure partie des années 1960 et 1970 à essayer de se frayer un chemin dans la vie. Il exerce différents petits métiers, étant tour à tour barman, ouvrier d'usine, transporteur de ski nautique et il joue les utilités à l'opéra et au cinéma. Il voyage également, passant six mois au Sahara, et organisant des séances de spiritisme pour touristes en Espagne. Il squatte avec Paul Cuvelier pendant la majeure partie des années 1970, selon une interview à L'Est Républicain en 1993 vivant dans « d'anciennes ambassades, entouré d'homosexuels toxicomanes ». Il passe aussi trois ans aux Petites Antilles, il y dessine Pat le Guadeloupéen à Pointe-à-Pitre, la plus grande ville de l'île française de Guadeloupe. En 1977, Deligne publie l'album de bande dessinée érotique de Pleyers Les Enragés de la peste blanche.

### Jhen

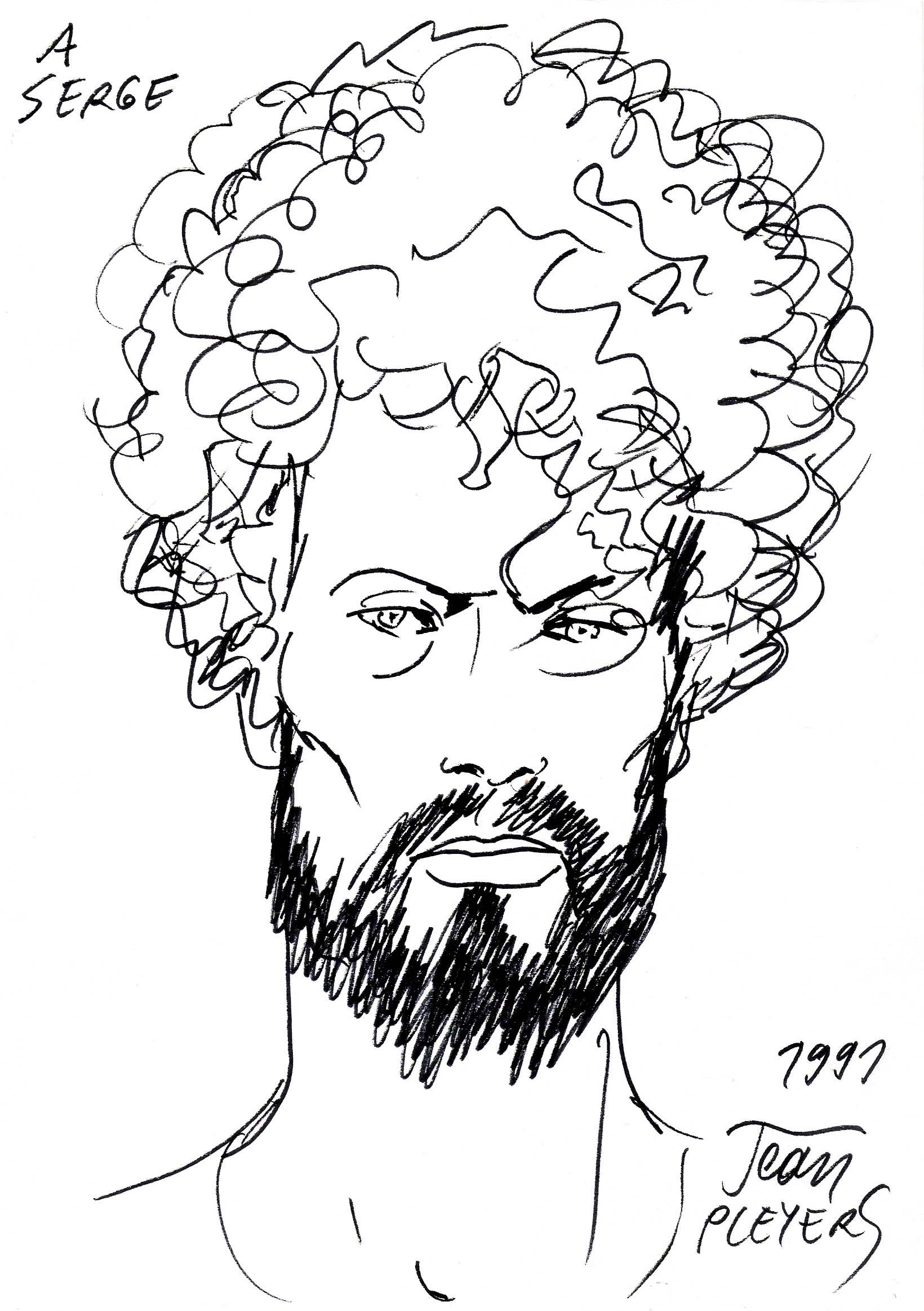
Représentation de Gilles de Rais.

En 1977, Pleyers publie un court récit dans Tintin Sélection no 34 et postule chez Jacques Martin, promesse qu'il avait faite à son mentor Cuvelier peu avant sa mort. C'est le début de stabilité dans la carrière de Pleyers dans la bande dessinée grand public, même si sa femme et lui continueront à se lancer régulièrement dans des voyages spirituels sur le continent asiatique. Martin propose à Pleyers un projet de bande dessinée autour du tueur en série français Gilles de Rais, un concept sur lequel il avait initialement travaillé avec Cuvelier dans les années 1960. Il mûrit dans la série Xan (1978). Le premier opus : L'Or de la Mort, est prépublié dans Tintin en 1978, suivit de Jehanne de France en 1980. Cependant, l'éditeur du journal, les éditions du Lombard, ne montrent aucun intérêt à publier la série en album. Les auteurs se tournent donc vers l'éditeur historique de Martin : Casterman, où la série est rebaptisée Jhen. Jhen se déroule pendant la guerre de Cent Ans et suit les aventures d'un jeune sculpteur, architecte et peintre nommé Jhen Roque. Les histoires présentent également des personnages historiques réels comme Jeanne d'Arc, le roi de France Charles VII et Gilles de Rais susmentionné. Comme pour toutes les séries de Martin, le souci d'exactitude historique est toujours présent.

### Keos
Par ailleurs, Jean Pleyers assiste graphiquement Jacques Martin sur Le Cheval de Troie en 1988, le dernier album d' Alix dessiné par le maître lui-même.
Après huit albums, Pleyers et Martin délaissent Jhen en 1990 pour cocréer Keos, une série se déroulant dans l'Égypte antique, mettant en scène le jeune prince Keos à la cour du pharaon Merenptah, qui se trouve mêlé aux intrigues d'un grand prêtre et qui inspirera trois albums qui connaissent des démêlés éditoriaux, le premier album étant publié chez Bagheera — une éphémère maison d'édition — en 1992, le second est publié chez Hélyode en 1993 et finalement, c'est aux éditions Casterman que paraît le troisième album en 1999, puis une intégrale réunit cette trilogie aux éditions Casterman en 2009, les critiques ne s'attardent pas sur la série. Martin et Pleyers réalisent encore L'Archange, un autre album de Jhen en 2000. Bernard Capo est pressenti comme nouveau dessinateur sur la série en 2004, mais cela n'aboutit pas. Pleyers continue à dessiner un nouvel album occasionnel de Jhen depuis 2008. Par la suite, les scénarios sont écrits par Hughes Payen ou Jerry Frissen et Jean-Luc Cornette, tandis que Thierry Cayman et Paul Teng dessinent également des albums en alternance avec Pleyers. 

### Les Êtres de Lumière
En plus de son travail pour Jacques Martin, Pleyers réalise seul le diptyque de science-fiction Les Êtres de Lumière prépublié dans la revue Métal hurlant, le premier volet en 1981 et le second en 1983, et publié en albums par Les Humanoïdes associés (1982-1984),. Dans le même registre, Pleyers publie encore Les Parias de l'atome dans Meteor.

### Giovanni
Pour Casterman, il crée seul la série de bandes dessinée historique Giovanni (1996-2002). Giovani d'Orfani est un peintre florentin, qui se rend à la cour du duc de Bourgogne Philippe le Bon pour trouver du travail comme portraitiste. Sa rencontre avec la belle courtisane et prophétesse Sara Villequier se traduit par une succession d'aventures palpitantes avec des bandits assoiffés de sang, des flagellants trompeurs, des Templiers noirs, des loups, des nonnes diaboliques et des chats de l'enfer dans le seul premier album ! En 2002, la série se termine après trois albums. En 2012, Images Innées publie le récit d'aventures Salt - Les Crânes de Cristal, que Pleyers et Paul Couturiau avaient initialement créé pour Casterman en 2002. 
Selon Patrick Gaumer : « Épurant peu à peu son graphisme, Jean Pleyers renouvelle la bande dessinée classique et y apporte une touche baroque toute personnelle. ».

### Vie privée
Jean Pleyers vit à Martigny, ville du canton du Valais en Suisse, avec sa femme Corinne qui est également sa coloriste.

## Publications

### One shots
- Les Enragés de la peste blanche, Éditions Michel Deligne, coll. « Curiosity », Bruxelles, 1984
Scénario et dessin : Jean Pleyers
- Saint-Quent'Fois Cinquante Francs, Édition Ville de Saint Quentin, 1992
Scénario : Divers scénaristes - Dessin : Jean Pleyers et Cie
- West Stories, Deligne, coll. « Curiosity », Bruxelles, 1977
Scénario et dessin : Jean Pleyers

### Para-BD
À l'occasion, Jean Pleyers réalise des ex-libris, marque-pages, cartes ou cartons, plaques émaillées et affiches.

## Prix et récompenses
- 1984 :  prix du meilleur dessin décerné par la Chambre belge des experts en bande dessinée[27] pour Barbe-Bleue.